# 土岐市立妻木小学校
土岐市立妻木小学校（ときしりつ つまぎしょうがっこう）は、岐阜県土岐市にある公立小学校。

## 通学区域
- 通学区域は、妻木町の大部分、妻木平成町である。公立中学校の進学先は土岐市立西陵中学校である[1]。

## 沿革
- 1873年（明治6年） - 博明舎が開校する。廃寺の八幡院[2]を校舎とする。
- 1876年（明治9年） - 妻木村大字平に移転。
- 1886年（明治19年） - 妻木尋常小学校に改称する。
- 1893年（明治26年） - 現在地に移転。
- 1894年（明治27年） - 妻木尋常高等小学校に改称する。
- 1931年（昭和6年）1月1日 - 妻木村が町制施行し妻木町となる。
- 1941年（昭和16年） - 妻木国民学校に改称する。
- 1947年（昭和22年） - 妻木町立妻木小学校に改称する。
- 1955年（昭和30年）2月1日 - 駄知町、土岐津町、下石町、妻木町、泉町、肥田村、鶴里村、曽木村が合併し土岐市が発足。同時に土岐市立妻木小学校に改称する。
- 1965年（昭和40年） - 新校舎（鉄筋コンクリート造）が完成する（現・北舎）。
- 1977年（昭和52年） - 校舎（鉄筋コンクリート造）が完成する（現・本館）。
- 1980年（昭和55年） - 体育館が完成する。